# Пиреноцветни
Пиреноцветните (Ericales) са разред покритосеменни растения, включващ повече от 8000 вида дървета, храсти, пълзящи и тревисти растения.

## Семейства
- Actinidiaceae – Актинидиеви
- Balsaminaceae – Балсаминови
- Clethraceae
- Cyrillaceae
- Diapensiaceae – Диапенсиеви
- Ebenaceae – Абаносови
- Ericaceae – Пиренови
- Fouquieriaceae
- Lecythidaceae
- Maesaceae
- Marcgraviaceae
- Mitrastemonaceae
- Myrsinaceae – Мирсинови
- Pellicieraceae
- Pentaphyllacaceae
- Polemoniaceae – Флоксови
- Primulaceae – Игликови
- Roridulaceae
- Sapotaceae
- Sarraceniaceae – Сарацениеви
- Sladeniaceae
- Styracaceae
- Symplocaceae
- Ternstroemiaceae
- Tetrameristaceae
- Theaceae – Чаеви
- Theophrastaceae